# Delma tincta
Espèce
Synonymes
- Delma reticulata Garman, 1901

Delma tincta est une espèce de geckos de la famille des Pygopodidae.

## Répartition
Cette espèce est endémique d'Australie. Elle se rencontre en Australie-Occidentale, dans le Territoire du Nord, en Australie-Méridionale, dans le Queensland, en Nouvelle-Galles du Sud.

## Description
L'holotype de Delma tincta mesure 173 mm dont 136 mm pour la queue. Cette espèce a la face dorsale olive teinté de saumon. Le dessus de sa tête et sa nuque sont noirs. Sa face ventrale est saumon.

## Publication originale
- De Vis, 1888 "1887" : A contribution to the herpetology of Queensland. Proceedings of the Linnean Society of New South Wales, ser. 2, vol. 2, p. 811-826 (texte intégral).